# Pokój wyciszenia
Pokój Wyciszenia – pomieszczenie przeznaczone dla osób z obniżoną sprawnością funkcjonowania społecznego, wynikającą ze spektrum autyzmu. Spotkać je można w miejscach skupisk lokalnej ludności takich jak szkoły, dworce, galerie handlowe.
Galeria Katowicka jako pierwsza w Polsce wprowadziła tego typu rozwiązanie. Klienci którzy podczas wizyty w centrum handlowym potrzebują chwilowego odreagowania napięcia, wyciszenia, odseparowania się od różnorodnych bodźców mogą to zrobić w wyżej wspominanym pomieszczeniu. Ponadto prawie 60 najemców Galerii zobowiązało się - w razie potrzeby - wyciszyć muzykę czy zmniejszyć oświetlenie w swoim lokalu podczas pobytu osoby ze spektrum autyzmu.